# Nothrotheriidae
Nothrotheriidae (лат.) — семейство вымерших наземных ленивцев, которые жили приблизительно с 11,6 млн лет до 11 тыс. лет назад. Nothrotheres были перемещены в 2004 году из трибы Nothrotheriini или подсемейства Nothrotheriinae в пределах семейства Megatheriidae в отдельное семейство, Nothrotheriidae. Древнейшие Nothrotheriidae обнаружены в тортонском ярусе, около 11,6 миллионов лет назад, в Южной Америке. Крупнейших представителей относят к роду Nothrotheriops, они достигали длины около 2,75 метра. Nothrotheriidae были маленькими по сравнению с некоторыми из своих родственников из семейства Megatheriidae, но мощные когти представителей группы обеспечивали эффективную защиту от хищников.

## Эволюция
В позднем миоцене и плиоцене род Thalassocnus с западного побережья Южной Америки адаптировался к полуводному образу жизни на морском побережье.
Самым ранним представителем семейства в Северной Америке был Nothrotheriops, появившийся в начале плейстоцена, около 2,6 млн лет назад. Род Nothrotherium достиг Мексики (Нуэво-Леон) к концу плейстоцена.
Последние наземные ленивцы в Северной Америке, принадлежащие к роду Nothrotheriops, вымерли настолько недавно, что их высушенный субфоссильный навоз прекрасно сохранился в некоторых пещерах (например, в пещере Рампарт (Rampart) в Большом каньоне). Один из скелетов, найденный в лавовой трубке (пещере) в кратере Аден, рядом с Килбурн-Хоул (Kilbourne Hole), штат Нью-Мексико, до сих пор сохранил кожу и волосы, и теперь находится в Музее археологии и этнологии Пибоди. В Американском музее естественной истории в Нью-Йорке есть образец навоза с прикреплённой к нему запиской с надписью «депонированный Теодором Рузвельтом». Самое крупное собрание образцов навоза Nothrotheriops можно найти в коллекциях Смитсоновского музея.

## Классификация
- Подсемейство Nothrotheriinae (Ameghino, 1920) de Muizon et al., 2004
  - Род Amphibradys
  - Род Chasicobradys
  - Род Huilabradys
  - Род Mionothropus
  - Род Nothropus
  - Род Nothrotheriops
  - Род Nothrotherium
  - Род Pronothrotherium
  - Род Xyophorus

Подсемейство Thalassocninae de Muizon et al., 2004 с единственным родом Thalassocnus с 2016 года перенесено в семейство Megatheriidae.